# Bettviller
Bettviller település Franciaországban, Moselle megyében. Lakosainak száma 819 fő (2022. január 1.). Bettviller Epping, Gros-Réderching, Hottviller, Petit-Réderching, Rimling és Rohrbach-lès-Bitche községekkel határos.

## Népesség
A település népességének változása:
| Lakosok száma | 826  | 729  | 697  | 841  | 842  | 838  | 831  | 824  | 820  | 819  |
|               | 1968 | 1982 | 1990 | 2006 | 2013 | 2015 | 2017 | 2019 | 2020 | 2022 |